# Holding
Holding (pronúncia em inglês: [ˈhəʊldɪŋ]), sociedade holding, sociedade gestora de participações sociais (SGPS), empresa de participações, empresa-mãe ou sociedade controladora são termos que designam uma forma de sociedade criada com o objetivo de administrar um grupo empresarial. A holding administra e possui a maioria das ações ou cotas das empresas componentes de um determinado grupo empresarial. Essa forma de sociedade é muito utilizada por médias e grandes empresas e, normalmente, visa melhorar a estrutura de capital, ou é usada como parte de uma parceria com outras empresas ou mercado de trabalho.

## Exemplo hipotético
Um exemplo prático de como uma holding pode ser utilizada: a empresa Acme fabrica e vende sapatos no Brasil. Ela acha que também pode ganhar dinheiro se vender tênis, mas ela não tem nenhuma experiência na fabricação de tênis. A empresa alemã Beta faz ótimos tênis e gostaria de vender seus produtos no Brasil, mas ela não tem uma rede de varejistas (Brasil)/retalhistas (Portugal) para distribuí-los. As empresas Acme e Beta decidem, então, fazer uma parceria para distribuir os seus produtos pelo país. Uma maneira de formalizar esta parceria seria com a criação da AB Importadora e Distribuidora Ltda. A empresa Acme criaria, então, a Acme Holding, que seria dona de 100% do capital da antiga empresa Acme Sapatos e de 51% do capital da AB. A empresa Beta seria dona dos outros 49% do capital da AB.

## Tipos
Existem duas modalidades de holding:
- A pura, quando, do seu objetivo social, consta somente a participação no capital de outras sociedades.
- A mista, quando, além da participação, ela serve também à exploração de atividade empresarial.

## Definições
Segundo Fábio Nusdeo (2001:276), holding é: 
| “ | Sociedade cuja totalidade ou parte de seu capital é aplicada em ações de outra sociedade gerando controle sobre a administração das mesmas. Por essa forma assegura-se uma concentração do poder decisório nas mãos da empresa mãe - holding. Note-se, porém que nem sempre a holding é usada para esse fim. | ” |

Na legislação brasileira, as holdings são denominadas como "sociedades controladoras", conforme se pode perceber pela leitura do § 2º do art. 243: 
| “ | § 2º Considera-se controlada a sociedade na qual a controladora, diretamente ou através de outras controladas, é titular de direitos de sócio que lhe assegurem, de modo permanente, preponderância nas deliberações sociais e o poder de eleger a maioria dos administradores. | ” |